# Ясеницький Роман Володимирович

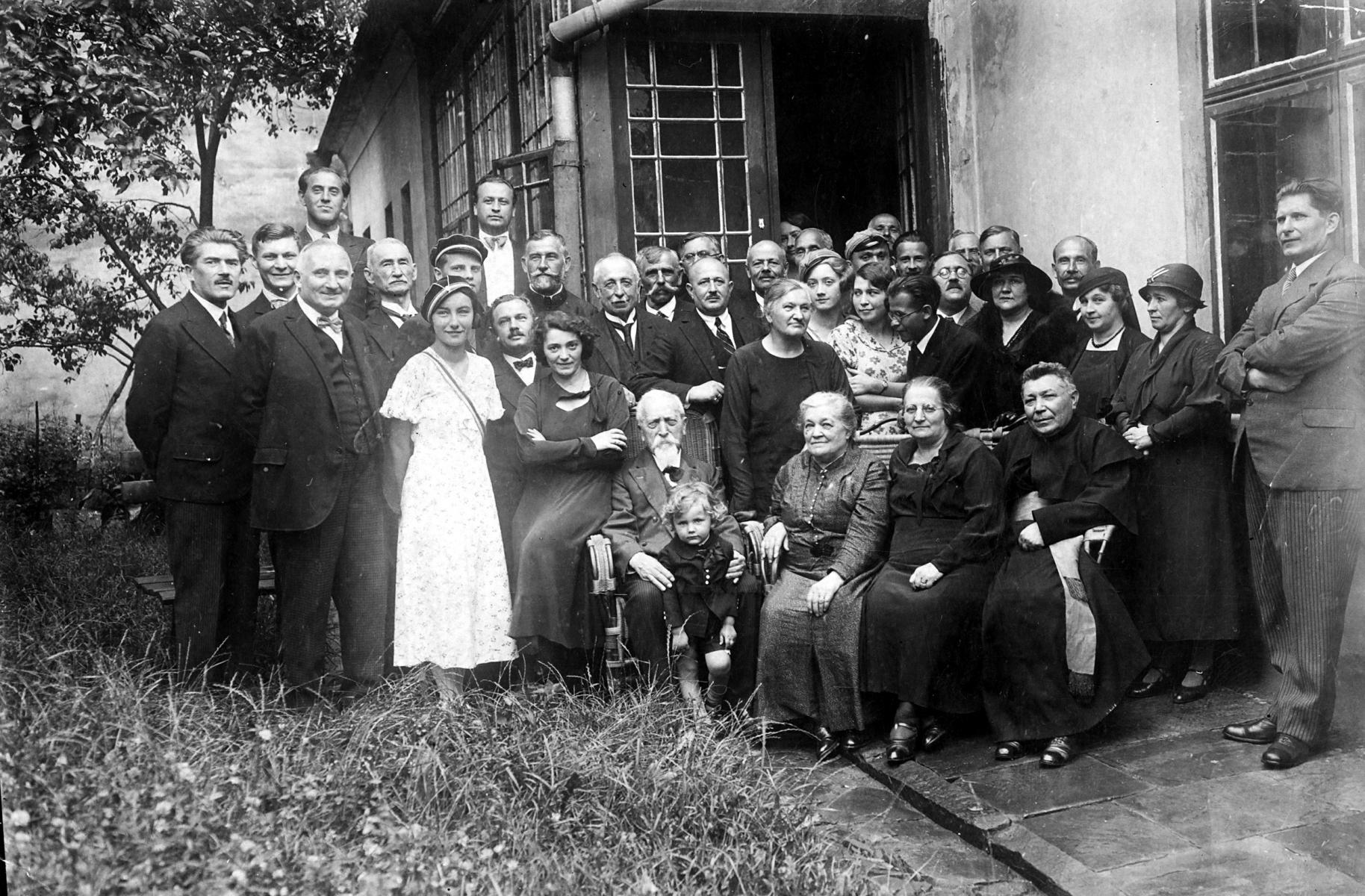
Присутні на ювілеї Володимира Корнич-Ясеницького біля його будинку 18 липня 1934 р. Зліва направо стоять — перший ряд: Володимир Гузар, невідома, син Роман, сидить на бильці стільця дружина Романа Марія; сидять: Володимир Корнич-Ясеницький, в нього на руках син Романа, поруч дружина (дочка Генріха Пардіні), дружина отця Миколи Сімовича, о. Микола Сімович; другий ряд: художник Євсебій Ліпецький, невідомий, старший чоловік (худий) Т.Іваницький — редактор газети «Час», вище стоїть актор Іван Дутка, о. Іван Джулинський, голова товариства «Український Народний Дім» Т.Бриндзан, поклав руку на спинку стільця А.Завада, справа крайній стоїть С.Проць.

Рома́н Володи́мирович Ясени́цький (1889 — 1971, Франкфурт-на-Майні) — український громадський діяч Буковини.

## Біографія
Син Володимира Ясеницького-Корнича.
Правник. Суддя. Голова товариства «Українська школа» та спортивного товариства «Довбуш» у Чернівцях.
Делегат Буковини на Всеслов'янському конгресі у Празі (1908) та на Конгресі меншостей у Женеві (1927).